# ロス伯爵 (アイルランド)
ロス伯爵（ロスはくしゃく、英: Earl of Rosse）は、アイルランド貴族の爵位。2度創設され、第2期が存続している。

## 歴史

### （ベラモントの）パーソンズ家
イングランドのノーフォーク州からアイルランドに移住したウィリアム・パーソンズ(1570–1650)は1602年にアイルランド測量監督に任命された後、アイルランド庶民院議員を務め、1620年6月7日に騎士爵に、同年11月10日にアイルランドの準男爵に叙された。
その孫にあたる2代準男爵ウィリアム・パーソンズ(?–1658)もアイルランド庶民院議員を務めた。3代準男爵リチャード・パーソンズ(c.1656–1703)は1681年7月2日にアイルランド貴族であるウェックスフォード県におけるロス子爵とオクスマントン男爵に叙された。これらの爵位には曽祖父にあたる初代準男爵の男系男子への特別残余権（special remainder）が規定された。初代子爵は1689年にジェームズ2世が招集したアイルランド議会に出席したとされ、1696年2月より16か月間投獄された。
その息子である2代子爵リチャード・パーソンズ(?–1741)は1718年6月16日にロス伯爵に叙された。その息子である2代伯爵リチャード・パーソンズ(c.1716–1764)が死去すると、初代伯爵の男系男子が断絶したが、このときには初代準男爵の男系男子も断絶していたため、特別残余権が発動されることはなく、爵位がすべて廃絶した。

### （バー・キャッスルの）パーソンズ家

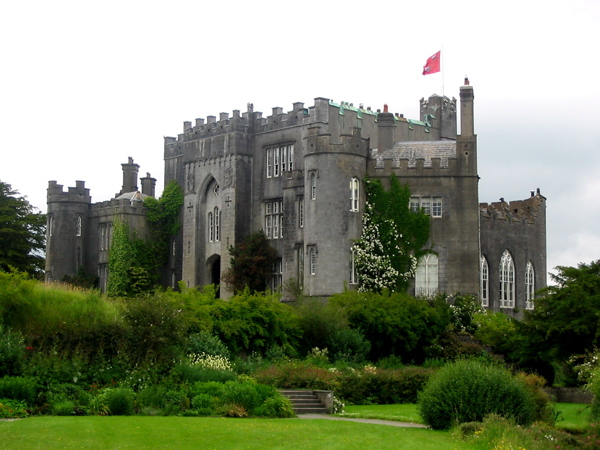
伯爵家の居城バー城

（ベラモントの）初代準男爵の弟の息子にあたるローレンス・パーソンズ(c.1637–1698)はキングス・カウンティ県長官を務め、1677年12月15日にアイルランドの準男爵に叙された。
その息子である2代準男爵ウィリアム・パーソンズ(1661–1741)はティペラリー県長官を務めたほか、40年以上アイルランド庶民院議員を務めた。
その孫と曽孫にあたる3代準男爵ローレンス・パーソンズ(1708–1756)、4代準男爵ウィリアム・パーソンズ(1731–1791)もアイルランド庶民院議員を務めた政治家だった。また4代準男爵の代にロス伯爵が廃絶すると、準男爵がパーソンズ家家長になった。
3代準男爵の三男で4代準男爵の弟にあたるローレンス・ハーマン・パーソンズ(1749–1807)は姓をパーソンズからハーマンに改めた後、アイルランド庶民院議員を16年間務め、1792年9月25日にアイルランド貴族であるウェックスフォード県におけるオクスマントン男爵に叙された。彼には息子がいなかったため、この爵位には兄の息子にあたる5代準男爵ローレンス・パーソンズ(1758–1841)への特別残余権が規定された。その後、1795年10月6日にウェックスフォード県におけるオクスマントン子爵に叙されたが、この爵位には特別残余権の規定はなかった。さらに1801年よりアイルランド貴族代表議員を務め、1806年2月3日にロス伯爵に叙された。ロス伯爵位はオクスマントン男爵位と同様の特別残余権が規定された。
1807年に初代伯爵が死去すると、オクスマントン子爵位は廃絶、それ以外の爵位は特別残余権に基づき5代準男爵が継承した。5代準男爵は襲爵以前よりトーリー党の政治家であり、アイルランド庶民院議員、連合王国庶民院議員を務め、襲爵後にはアイルランド貴族代表議員、アイルランド郵政長官も務めた。

第3代ロス伯爵

その息子である3代伯爵ウィリアム・パーソンズ(1800–1867)はホイッグ党の政治家であり、連合王国庶民院議員、アイルランド貴族代表議員、キングス・カウンティ統監を務めた。彼は天文学者でもあり、王立協会会長、ダブリン大学学長を務めた。
その息子である4代伯爵ローレンス・パーソンズ(1840–1908)も父と同じく政治家と天文学者になり、前者としては保守党所属のアイルランド貴族代表議員、キングス・カウンティ統監を務め、後者としてはロイヤル・アイリッシュ・アカデミー会長を務めた。
その息子である5代伯爵ウィリアム・エドワード・パーソンズ(1873–1918)はアイルランド貴族代表議員、キングス・カウンティ統監を務めたほか、陸軍の軍人であり、第二次ボーア戦争、第一次世界大戦に参戦した。
2017年現在の当主は5代伯爵の孫にあたる7代伯爵ウィリアム・クレア・レオナード・ブレンダン・パーソンズ(1936–)である。

## 現当主の保有爵位・準男爵位
現当主のウィリアム・パーソンズは、以下の爵位・準男爵位を有する。
- 第7代ロス伯爵（7th Earl of Rosse）
（1806年2月3日の勅許状によるアイルランド貴族爵位）
- 第7代オクスマントン男爵（7th Baron Oxmantown）
（1792年9月25日の勅許状によるアイルランド貴族爵位）
- 第10代（バー城の）準男爵（10th Baronet, of Birr Castle）
（1677年12月15日の勅許状によるアイルランド準男爵位）

## 一覧

### （ベラモントの）パーソンズ準男爵（1620年）
- 初代準男爵サー・ウィリアム・パーソンズ（英語版）（1570年 – 1650年）
- 第2代準男爵サー・ウィリアム・パーソンズ（1658年没）
- 第3代準男爵サー・リチャード・パーソンズ（1656年ごろ – 1703年）
  - 1681年、ロス子爵に叙爵

### ロス子爵（1681年）
- 初代ロス子爵リチャード・パーソンズ（1657年ごろ – 1703年）
- 第2代ロス子爵リチャード・パーソンズ（1741年没）
  - 1718年、ロス伯爵に叙爵

### ロス伯爵（1718年）
- 初代ロス伯爵リチャード・パーソンズ（1741年没）
- 第2代ロス伯爵リチャード・パーソンズ（1716年ごろ – 1764年）

### （バー・キャッスルの）パーソンズ準男爵（1677年）
- 初代準男爵サー・ローレンス・パーソンズ（1637年ごろ – 1698年）
- 第2代準男爵サー・ウィリアム・パーソンズ（英語版）（1661年 – 1741年）
- 第3代準男爵サー・ローレンス・パーソンズ（英語版）（1708年 – 1756年）
- 第4代準男爵サー・ウィリアム・パーソンズ（英語版）（1731年 – 1791年）
- 第5代準男爵サー・ローレンス・パーソンズ（英語版）（1758年 – 1841年）
  - 1807年、ロス伯爵を継承

### ロス伯爵（1806年）
- 初代ロス伯爵ローレンス・ハーマン・パーソンズ（1749年 – 1807年）
- 第2代ロス伯爵ローレンス・パーソンズ（英語版）（1758年 – 1841年）
- 第3代ロス伯爵ウィリアム・パーソンズ（1800年 – 1867年）
- 第4代ロス伯爵ローレンス・パーソンズ（英語版）（1840年 – 1908年）
- 第5代ロス伯爵ウィリアム・エドワード・パーソンズ（英語版）（1873年 – 1918年）
- 第6代ロス伯爵ローレンス・マイケル・ハーヴィー・パーソンズ（英語版）（1906年 – 1979年）
- 第7代ロス伯爵ウィリアム・クレア・レオナード・ブレンダン・パーソンズ（英語版）（1936年 – ）

爵位の法定推定相続人は現当主の息子オクスマントン卿ローレンス・パトリック・パーソンズ（1969年 – ）で、その法定推定相続人は息子ウィリアム・チャールズ・ユーファン・パーソンズ（2008年 – ）である。